# Салад

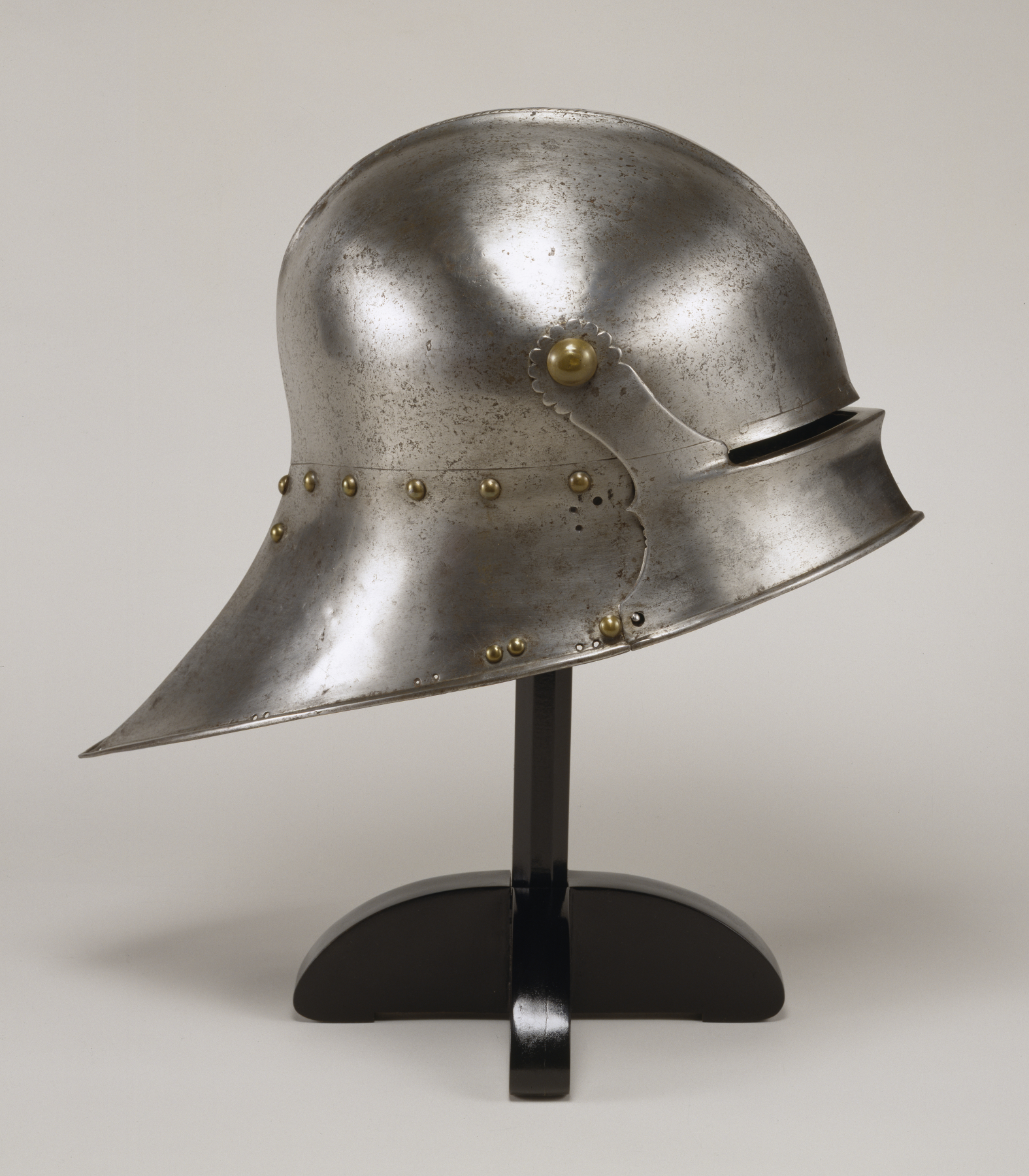
Немецкий салад, между 1480 и 1490 гг.

Салады (единственное число — салад от фр. salade, в свою очередь произошедшего от итал. celata) — группа шлемов конца XIV — начала XVI века, ведущая своё происхождение от бацинетов, различных по форме (от похожих на каску до похожих на шляпу), но имеющих в качестве общей черты наличие назатыльника (особенно длинного у германских саладов) без забрала.

## История

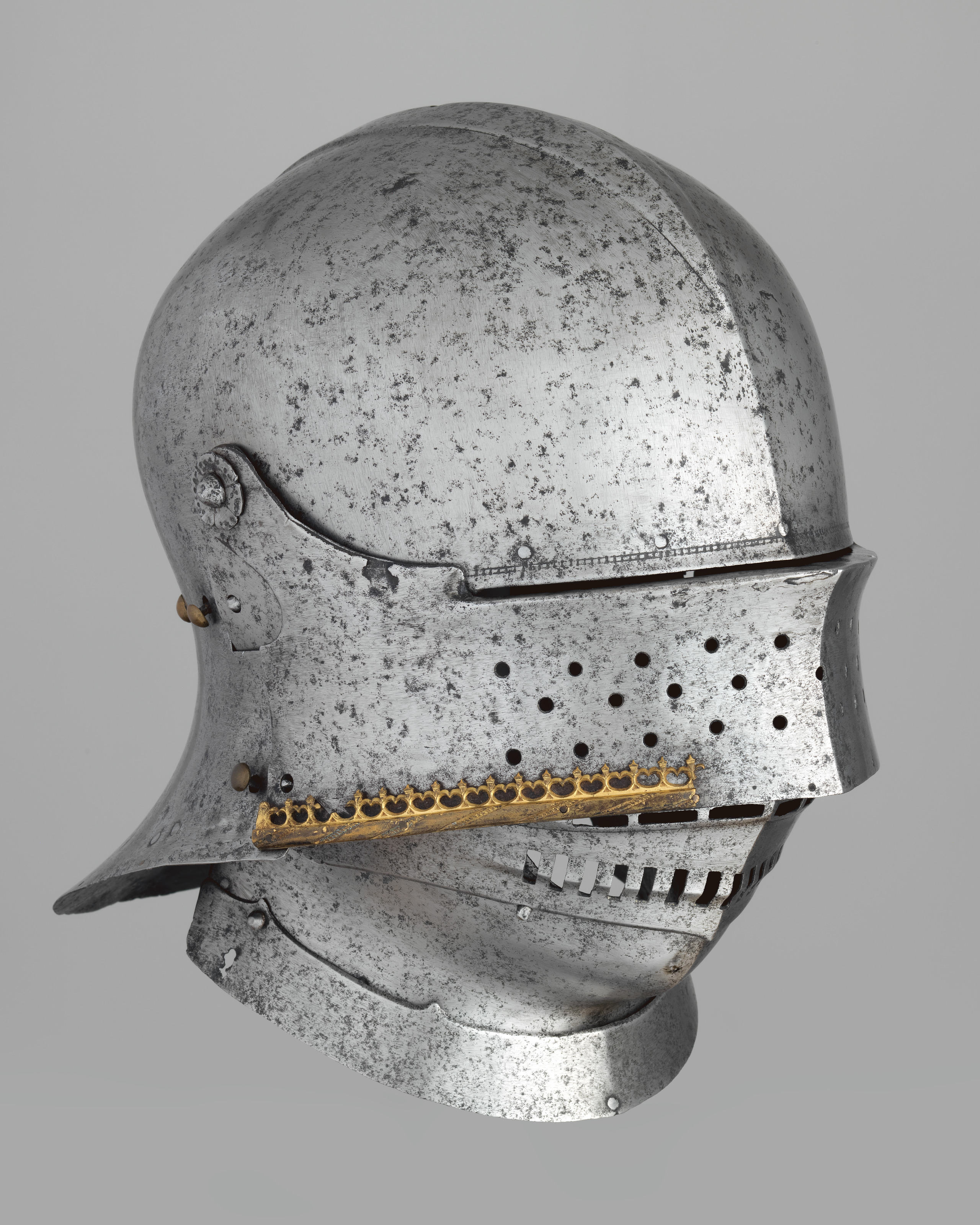
Салад Максимилиана I, императора Священной Римской империи. 1490—1495 гг. Метрополитен-музей, Нью-Йорк

Шлем пользовался популярностью как у пехоты, так и у рыцарей. С той разницей, что рыцари довольно часто (но не всегда) предпочитали вариант с небольшим забралом, в то время как лучники и арбалетчики предпочитали варианты с открытым лицом, а салады, носившиеся обычной пехотой, нередко имели поля, делавшие их похожими на айзенхуты. Тем не менее салады с полями встречались и у рыцарей, а украшенный салад с открытым лицом был популярным парадным шлемом, носившимся рыцарями вне боя.
Изначально возникнув в Италии, салады приобрели огромную популярность в Германии, став во второй половине XV века типичным германским шлемом, являющимся характерной чертой готического доспеха, тоже ассоциируемого с Германией. Впоследствии именно германские салады второй половины XV века стали прототипами немецкой каски.
В XV столетии, сначала в германских землях, а затем в других странах, распространяется новый вид парного рыцарского поединка на турнире реннен, для которого вырабатывается специальный тип полудоспеха — реннцойг, неотъемлемым элементом которого становится салад, иногда снабжавшийся забралом.
- Болонский или Венецианский салад — другое название барбюта
- Бургундский салад — другое название бургиньота (NB: салады Бургундии XV века не являются бургиньотами)
- Лукканский (или Луккский) салад — использовавшееся в XIX веке общее именование название итальянских саладов
- Татарский «салад» — использовавшееся в XIX веке именование восточных шишаков (термин практически вышел из употребления)

## Галерея

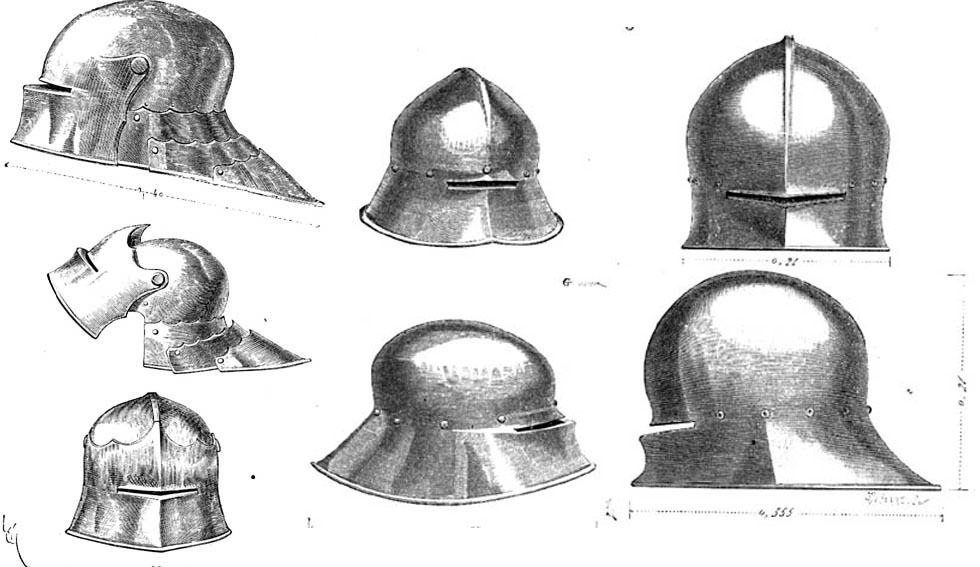
Салады нескольких видов.
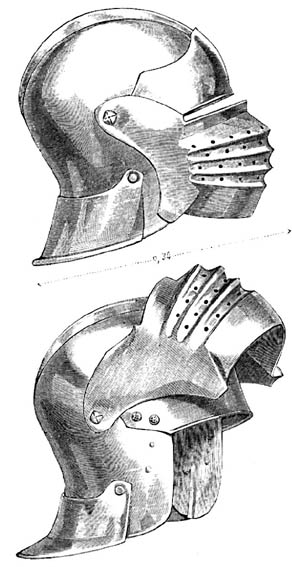
Салад с забралом в виде кузнечных мехов (переходный тип от салада к закрытому шлему)
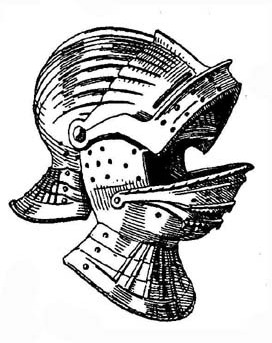
Салад с двойным забралом (переходный тип к армету), бевор закреплён на тех же точках подвески, что и налобная пластина. Некоторые салады такого типа могли иметь дополнительную защиту затылка, расположенную ниже «хвоста».
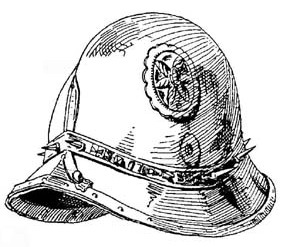
Лукканский салад по Бехайму (конец XV века)
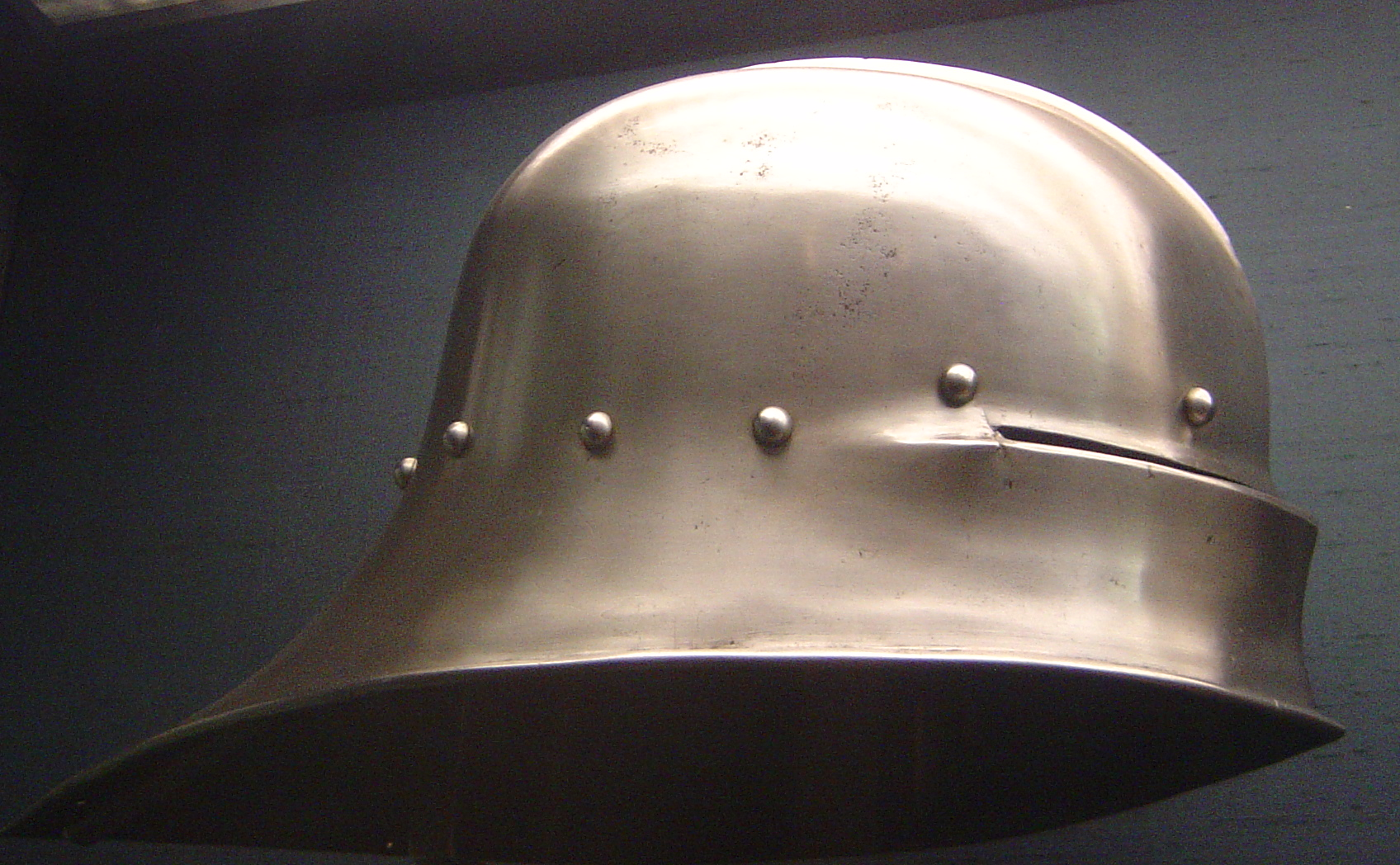
Рыцарский салад конца XV века
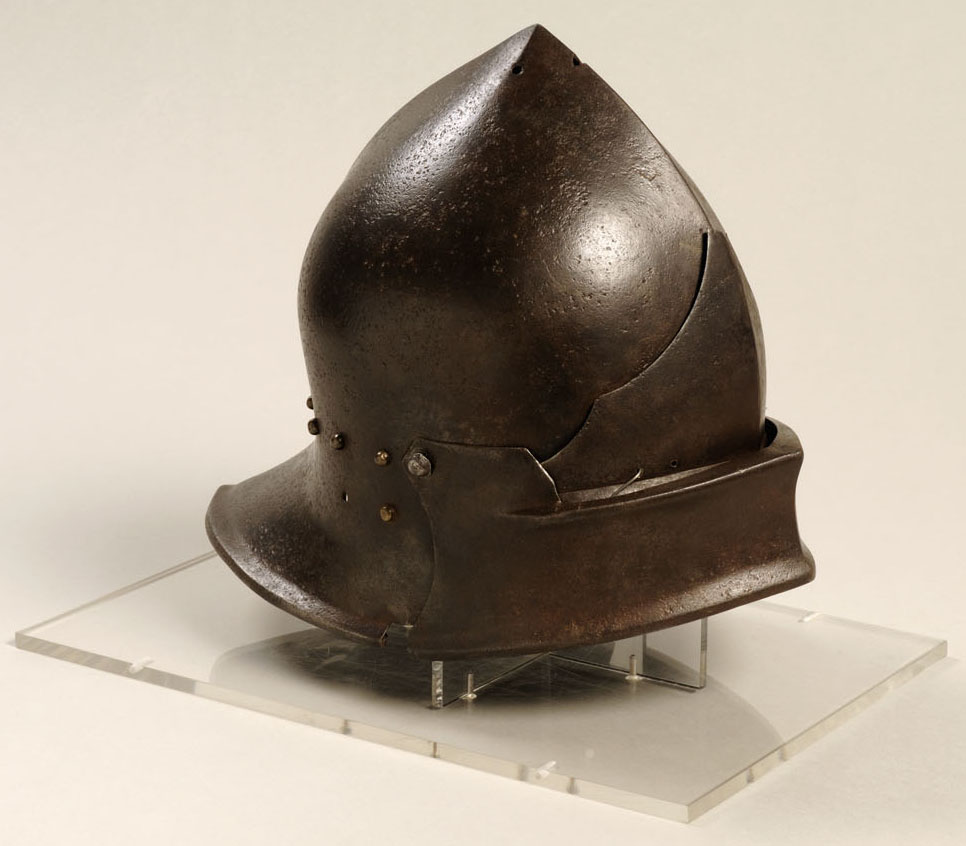
Салад XV века в англо-бургундском стиле, как можно видеть, заметно отличается от «бургундского салада» XV века

## В кино
- В исторической драме британского режиссёра Ника Хэмма «Легенда о Вильгельме Телле» (2024) практически всё войско германского короля Альбрехта I Габсбурга (ум. 1308) носит салады, в реальности появившиеся лишь в следующем столетии.